# 卡爾平斯克
59°46′N 60°00′E / 59.767°N 60.000°E
卡爾平斯克（俄语：Карпи́нск）是俄羅斯斯維爾德洛夫斯克州的一個城市，位於圖拉河畔，距葉卡捷琳堡以北436公里。2002年人口31,216人。
1941年建市。